# 克林頓·史蒂芬斯
克林頓·鮑爾森·史蒂芬斯（Clinton Paulson Stephens，1919年—1995年），是一名美國男子羽球運動員。
1938年獲得紐約市立學院學位後，克林頓·史蒂芬斯在美國陸軍服役並獲得兩枚銅星勳章。他於1948年與派翠西亞·羅伯茲結婚。
克林頓·史蒂芬斯與他的妻子在1949年的全英羽球錦標賽中贏得了混合雙打冠軍。他們兩人還贏得了1948年美國國家羽球錦標賽的混合雙打冠軍。1949年，克林頓·史蒂芬斯協助美國隊獲得湯姆斯盃的銅牌。
退休後，他擔任投資銀行家。